# تسامح التشغيل

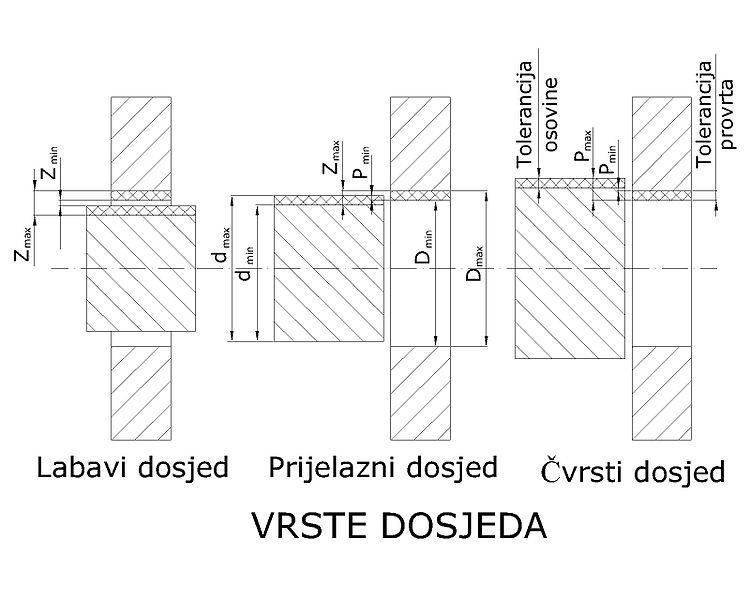

تسامح التشغيل  (بالإنجليزية: Machining allowance)‏ هو مقدار التسامح أو الزيادة التي يضيفها صانع النماذج إلي الأبعاد المطلوب تشغيلها بالماكينات بعد عملية السباكة طبقا للتعليمات المدونة علي الرسم والتي يضعها مصمم النماذج بحيث ينتج المسبوك وبه زيادة من المعدن علي سطحه تعادل المقدار الذي سيزول عند تشغيل السطح.

## مقدار الزيادة في التشغيل
يتوقف مقدار زيادة التشغيل علي عدة عوامل منها:

•حجم المسبوك

•أسلوب وطريقة التشغيل

•درجة تشطيب السطح

•طريقة السبك

•نوع المعدن

## قيم تسامح التشغيل لبعض المعادن
فيما يلي بعض الأمثلة لقيم تسامح التشغيل بالمليميتر لبعض المعادن
• مسبوكات البرونز : 1,6 مم

•مسبوكات الألومنيوم:3,2 مم

•مسبوكات حديد الزهر: 3,2 مم

•مسبوكات الصلب المسبوك: من 3,2 إلي 6,4 مم
•مسبوكات النحاس الأصفر: 1,6 مم